# Saunders-Roe Princess
Saunders-Roe SR.45 Princess — тяжёлый британский гидросамолёт-летающая лодка. Разработан компанией Saunders-Roe. Первый полёт — 1952 год. Построено три самолёта.

## Разработка и конструкция
В 1945 г. компания Saunders-Roe начала разработку дальнего пассажирского самолёта для авиакомпании British Overseas Airways Corporation (BOAC). Самолёт предназначался для эксплуатации на трансатлантических линиях. Компания Saunders-Roe получила заказ на три самолёта в мае 1946 г.
Самолёт Saunders-Roe Princess был оснащён десятью турбовинтовыми двигателями Bristol Proteus, работавшими на шесть групп воздушных винтов. Из них четыре винта внутренней группы (по два на каждом крыле) были соосными, противоположного вращения и приводились спаренным двигателем Bristol Coupled Proteus (каждый из этих двигателей вращал один винт соосной пары); внешние винты- обычные и приводились несдвоенными двигателеями. Обтекаемый герметичный фюзеляж был горизонтально разделён на две пассажирских палубы. Самолёт мог перевозить до 105 человек и должен был предоставлять пассажирам значительный комфорт.
Элероны и руль высоты были многосекционными, при этом секции оснащались отдельным силовым приводом для повышения безопасности при отказе систем управления.

## Лётные испытания и прекращение программы

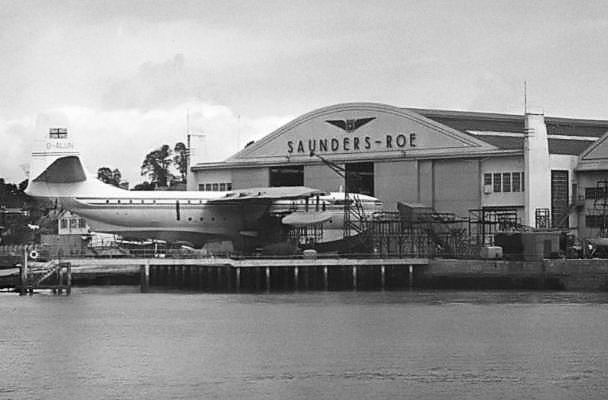
Saro Princess G-ALUN на заводе в Ист-Каус, сентябрь 1954

Первый самолёт Saro Princess (регистрационный индекс G-ALUN) был завершён производством на заводе в Ист-Каус (о. Уайт) летом 1951 г. Однако ещё до изготовления первого самолёта среди авиационных перевозчиков появились мнения о малой перспективности тяжелых летающих лодок на дальних пассажирских линиях. Действительно, к началу пятидесятых годов XX века дальние, трансокеанские и, в частности, трансатлантические рейсы уже вполне успешно выполнялись самолётами наземного базирования — например, Lockheed Constellation. Дальность и возможность эксплуатации без постройки наземных аэропортов — факторы, которые обеспечили доминирование летающих лодок на дальних линиях в 1930-х годах — стали уже не столь очевидны с появлением развитой аэродромной сети в ходе Второй мировой войны и спроектированных под неё новых самолётов. Машины сухопутного базирования были быстрее за счет более обтекаемых фюзеляжей и убираемых шасси. Отсутствовала проблема коррозии корпусов в морской воде. Кроме того, начало 1950-х годов было временем прихода в авиацию реактивных пассажирских самолётов. Последние могли обеспечить несравненно большую скорость, чем винтовые летающие лодки.
В свете этих обстоятельств заказчик самолёта — BOAC — в 1951 году отказалась от планов пассажирской эксплуатации Princess (предполагалось продолжение разработки для военного ведомства). Первый полёт прототипа с индексом G-ALUN совершён 22 августа 1952 г., лётчик-испытатель- Джеффри Тайсон. В этом же году самолёт показан на авиасалоне в Фарнборо.
Самолёт с индексом G-ALUN был единственным из трёх построенных машин Princess, выполнявшим полёты — всего 46 полётов (100 лётных часов). Две других машины были законсервированы. Все три самолёта впоследствии разобраны на металлолом в 1967 г.

## Лётно-технические характеристики
- Экипаж: 2 пилота, 2 бортинженера, связист и штурман
- Пассажировместимость: 105 пассажиров в салонах первого и туристского класса
- Длина: 42,1 м
- Размах крыльев: 66,9 м
- Высота: 17 м
- Площадь крыла: 466 м²
- Вес (пустой): 86 184 кг
- Вес (максимальный взлётный): 156 500 кг
- Силовая установка: 10×ТВД Bristol Proteus 600/610, мощность каждого: 2 500 л. с. (2 386 kW) на валу + реактивная тяга 3,66 kN
- Диаметр воздушных винтов: 5,03 м
- Запас топлива: 14 000 имперских галлонов в крыльевых баках
- Максимальная скорость: 610 км/ч на высоте 11 300 м
- Крейсерская скорость: 580 км/ч на высоте 9 900 м
- Скорость сваливания с выпущенными закрылками: 182 км/ч
- Дальность полёта: 9 205 км
- Предельный потолок: 11 887 м
- Скороподъёмность: 579 м/мин на уровне моря